# Four Hours in My Lai
Four Hours in My Lai (br: Quatro horas em My Lai) é um documentário britânico de 1989 dirigido por Kevin Sim. Produzido pela Yorkshire Television, o filme conta a história do Massacre de Mỹ Lai durante a Guerra do Vietnã.

## Prêmios
| Ano  | Prêmio             | Categoria           | Resultado |
| ---- | ------------------ | ------------------- | --------- |
| 1989 | Emmy Internacional | Melhor Documentário | Venceu    |